# James Naughton
James Naughton (6 de dezembro de 1945) é um ator e diretor americano.

## Juventude
Naughton nasceu em Middletown, Connecticut , filho de Rosemary ( née Walsh) e Joseph Naughton, ambos eram professores.  Ele é o irmão mais velho do ator David Naughton . Ele se formou na Conard High School .  Jim começou a cantar durante seus anos na Conard High School "com a banda do colégio e em festas". 

## Carreira
Naughton se formou na Brown University e na Yale School of Drama . Sua carreira de ator começou quando ele apareceu em uma série de dramas e musicais da Broadway . Desde então, ele se tornou um ator talentoso em papéis principais e secundários em filmes e televisão. 
Sua maior fama e primeiro amor foi o teatro legítimo. Ele ganhou o Theatre World Award por sua atuação em Long Day's Journey Into Night em 1971. Ele continuou a estrelar com Geneviève Bujold em Antigone , que mais tarde foi transformado em um filme em 1974. Ele estrelou em I Love My Wife em 1977, e em De quem é a vida, afinal? contracenou com Mary Tyler Moore em 1980. Ele ganhou seu primeiro Tony Award de Melhor Ator em Musical em 1990 por City of Angels . Em 1997, ele ganhou um segundo prêmio Tony com sua interpretação do advogado Billy Flynn no musical Chicago. Ele interpretou o papel de Willy Brandt em Democracy em sua estreia nos Estados Unidos em 2004. Seus filmes incluem The Paper Chase e The First Wives Club . Em 2006, ele apareceu no filme The Devil Wears Prada . Em 2006, ele interpretou Fuzzy Sedgwick em Factory Girl .

### Televisão e comerciais
Na televisão, ele estrelou Faraday & Company com Dan Dailey e Sharon Gless (1973–1974). Ele também estrelou com Ron Harper na série de televisão de 1974, Planet of the Apes , um spin-off do filme original. Ele estrelou em Making the Grade and Trauma Center no início dos anos 1980. Ele estrelou a curta série Raising Miranda em 1988. De 1991 a 1993, ele interpretou o tenente Patrick Monahan na série Brooklyn Bridge . Ele co-estrelou com Cosby em The Cosby Mysteries em 1995. Ele apareceu com Gless vinte anos depois, desta vez como seu marido emCagney e Lacey: The Return (1993) e Cagney and Lacey: Together Again (1995). Ele apareceu em Damages com Glenn Close . Naughton também teve um papel recorrente em Gossip Girl como o poderoso William van der Bilt, avô do personagem principal Nate Archibald. ]]
Ele apareceu em comerciais de televisão promovendo as drogas Cialis , Nexium e Nasalcrom . Naughton também é a voz oficial da Audi nos Estados Unidos desde 2007. Sua voz pode ser ouvida em anúncios nacionais de TV e rádio. Ele também é um narrador frequente na série Nature da PBS . 

### Diretor
Ele já dirigiu diversas peças teatrais em Nova York, incluindo o renascimento de 2002 Thornton Wilder 's Our Town , estrelado por seu grande amigo pessoal Paul Newman , que foi filmado para a TV a cabo em 2003. Ele aparece em cabarés em Nova York, incluindo Manhattan Theatre Club e Caroline's Comedy Club . 

## Vida pessoal
Sua família é irlandesa-americana .  Ele e sua falecida esposa, Pam Parsons, têm dois filhos atores: Keira e Greg. Greg é casado com a atriz Kelli O'Hara . [ carece de fontes? ] Pam morreu de câncer pancreático em 2013. 

## Produções de palco
- A jornada do longo dia para a noite (1971)
- Antigone (1972)
- Eu Amo Minha Mulher (1979)
- De quem é a vida, afinal? (1980)
- City of Angels (1990) ( prêmio Tony de melhor desempenho de um ator principal em um musical )
- Quatro babuínos adorando o sol (1992)
- Chicago (1996) ( Prêmio Tony de Melhor Performance de um Ator Principal em um Musical )
- The Price (diretor) (1999)
- Nossa cidade (2003)
- Prymate (2004)
- Democracia (2004)

## Filmografia
- The Paper Chase (1973) - Kevin Brooks
- Planet of the Apes (1974) - Major Peter J. Burke (série de TV)
- Second Wind (1976) - Roger
- Diário dos Mortos (1980) - George
- The Bunker (1981) - James P. O'Donnell
- A Stranger Is Watching (1982) - Steve Peterson
- My Body, My Child (1982) - Dr. Dan Berensen
- Who's the Boss (1984-1992) - papel recorrente de Michael Bower (ex-marido de Angela Bower interpretada por Judith Light)
- Cat's Eye (1985) - Hugh (segmento "The General")
- The Glass Menagerie (1987) - The Gentleman Caller (James Delaney "Jim" O'Connor)
- A Boa Mãe (1988) - Brian
- Ponte de Brooklyn (1991-1993) papel recorrente do tenente Patrick Monahan.
- Designing Women (1992) - Phillip Russell Stuart (Episódio: Screaming Passage)
- The Birds II: Land's End - (1994) - Frank
- First Kid (1996) - Presidente Davenport
- The First Wives Club (1996) - Gilbert Griffin
- The Proprietor (1996) - Nova York - Texans
- Law & Order (1996) - Barry Taggert (episódio "Girlfriends")
- Oxygen (1999) - Clark Hannon
- Ally McBeal (1999–2000) - George McBeal
- Dores de Trabalho (2000) - Ator
- The Truth About Jane (2000) - Robert
- Law & Order: Criminal Intent (2002) - Dr. Roger Buckman (episódio "Seizure")
- Fascination (2004) - Patrick Doherty
- The Devil Wears Prada (2006) - Stephen
- Factory Girl (2006) - Fuzzy Sedgwick
- Suburban Girl (2007) - Robert Eisenberg
- Gossip Girl (2009) - William Vanderbilt
- Armazém 13 (2009)
- Reféns (2013) - Presidente Paul Kincaid
- Turks e Caicos (2014)
- The Blacklist (2015) - Hayworth
- Catedral (2018) - Robert